# Йохан I (Брауншвайг-Люнебург)
Йохан I фон Брауншвайг-Люнебург (на немски: Johann Ivon Braunschweig-Lüneburg; * ок. 1242; † 13 декември 1277) от фамилията на Велфите, е от 1252 г. вторият херцог на Брауншвайг-Люнебург заедно с брат си Албрехт I до разделянето на херцогството през 1269 г. и първият регент на новообразувалото се Княжество Люнебург.

## Живот
Той е по-млкият син на Ото I или Ото Детето (* 1204, † 9 юни 1252), от 1235 г. първият херцог на Брауншвайг-Люнебург), и на Матилда фон Бранденбург (* 1210; † 10 юни 1261), дъщеря на Албрехт II, маркграф на Бранденбург (1205 – 1220) от фамилията Аскани.
През 1267 г. с брат му Албрехт I разделят херцогството Брауншвайг-Люнебург. Йохан избира за себе си територията около Люнебург с град Хановер. Той основава т. нар. династия „По-стар Дом Люнебург“. През 1269 г. подялбата влиза в сила.
Йохан е погребан в манастира St. Michaelis в Люнебург.

## Семейство
Йохан се жени през 1265 г. за Лиутгард фон Холщайн († сл. 1289), дъщеря на граф Герхард I фон Холщайн-Итцехое. Двамата имат децата:
- Ото II Строги (1266 – 1330) ∞ 1288 принцеса Мехтхилд/Матилде († 1319), дъщеря на баварския херцог Людвиг II Строги († 1294)
- Матилде († сл. 1301) ∞ 1291 княз Хайнрих I фон господство Верле († 1291)
- Елизабет († пр. 1298) ∞ 1294 граф Йохан II от Олденбург († 1316)
- Хелене ∞ граф Конрад III (IV) фон Вернигероде († 1339)
- Агнес († 1314) ∞ граф Вернер I фон Хадмерслебен († 1292)